# エス・エス・ブイ
株式会社エス・エス・ブイ（英: S.S.V. Inc.）は、かつて長野県を中心にスーパーマーケットを展開した日本の企業。株式会社西友傘下の企業であった。

## 歴史・概要
西友ストアー（現・西友）が、急速な店舗展開により財務状態を悪化させた長野県資本のスーパー魚力と提携し、1971年（昭和46年）10月16日、資本金1000万円で株式会社西友ストアー長野を設立したのが始まり（出資比率：西友60%、魚力40%）。
1972年（昭和47年）4月1日に魚力長野駅前店2階に家庭用品売り場の「ホームマート」1号店を開店し、同年10月に更埴市に「株式会社西友ストアー長野」としてのスーパー1号店を開店した。
1974年（昭和49年）2月に株式会社泉万（長野県上田市）に商品供給を開始し、同年9月14日に株式会社泉万（長野県上田市）の営業権を取得して、同社から8店舗を譲受した。
1975年（昭和50年）4月に株式会社魚力の本部機能を統合し、同年9月に株式会社魚力（長野県長野市）から23店舗と2物流センターを譲受した。
1980年（昭和55年）11月にスーパー丸善と資本提携を含む全面提携し、1981年（昭和56年）11月に長野物流センターに低温冷蔵設備を導入して低温配送を開始した。
1983年（昭和58年）6月1日に株式会社長野西友に社名を変更した。
もともとは長野県のみを担当する目的で設立されたが、1991年（平成3年）9月1日に愛知県小牧市のブイ・マートと合併し株式会社エス・エス・ブイに社名を変更し、愛知県と岐阜県に進出した。
この合併後に西友とVマートの店名が並行して使用された。
かつては総合スーパーも展開していたが、1992年（平成4年）に当時運営していた総合スーパー2店の食品部門を除く営業権を親会社の西友へ譲渡。1994年（平成6年）5月から1997年（平成9年）2月までに、既存店58店中23店を閉鎖しつつ新店16店を開業、12店を改装するなど店舗の標準化とチェーン展開の徹底を図り、食品スーパーの運営に特化していった。
1997年（平成9年）8月7日に名証第2部に上場した。
1998年（平成10年）3月期には長野県下小売業の売上げランキングで松電商事（現・デリシア）を抜いて第2位になり、また、2001年2月期にはジャスコから譲り受けた6店を含め、12店舗の新店を開設するなどして売上拡大を図り、同年度の長野県小売業の売上げランキング1位となった。
1999年（平成11年）4月16日に群馬県のスーパー丸善の店舗を譲り受け、エリアを広げた。
西友が住友商事と資本業務提携したことに伴う事業再編の一環として、2000年（平成12年）8月31日に西友が株式の5%を追加取得して西友の子会社となった。西友グループの合理化策の一環として一体運営を目的に、2003年（平成15年）7月1日付で、西友との株式交換による完全子会社化に伴い上場廃止。2004年（平成16年）4月1日からは、西友と地域毎の店舗運営の共同運営が開始され 、翌月5月から西友に合わせて商品調達先を大手卸に集中させた 。
その後、2008年（平成20年）7月1日付で西友に吸収合併されて消滅した。この時点で56店舗を運営していた。

## 営業地域
前述のとおり、当初は長野県のみを担当する目的で設立されたが、1991年（平成3年）に愛知県小牧市のブイ・マートと合併、1999年（平成11年）4月16日に群馬県のスーパー丸善の店舗を譲り受けてエリアを広げたため、愛知県・群馬県では西友とエリアが重なっていた（岐阜県内の西友はすべてエス・エス・ブイの運営であった）。
このように、長野県以外にも愛知県や岐阜県、群馬県などにも展開したが、2002年2月期決算の地域別売上の80.6％を長野県が占めており、他県での売上高は一部分に留まっていた。

## 年表
- 1971年（昭和46年）10月16日 - 「株式会社西友ストアー長野」を設立[4]（資本金1000万円[10]。西友ストアー60%[10]、魚力40%[10]）。
- 1972年（昭和47年）
  - 4月1日[11] - 魚力長野駅前店2階に家庭用品売り場の[12]「ホームマート」1号店を開店[11][13]。
  - 10月 - 更埴市に「株式会社西友ストアー長野」としてのスーパー1号店を開店[14]。
- 1974年（昭和49年）
  - 2月 - 株式会社泉万（長野県上田市）に商品供給を開始[15]。
  - 9月14日 - 株式会社泉万（長野県上田市）の営業権を取得[16]、同社から8店舗を譲受[13]。
- 1975年（昭和50年）
  - 4月 - 株式会社魚力の本部機能を統合[5]。
  - 9月 - 株式会社魚力（長野県長野市）から23店舗と2物流センターを譲受[13]。
- 1980年（昭和55年）11月 - スーパー丸善と資本提携を含む全面提携[17]。
- 1981年（昭和56年）11月 - 長野物流センターに低温冷蔵設備を導入し、低温配送を開始[13]。
- 1983年（昭和58年）6月1日 - 株式会社長野西友に社名変更[18]。
- 1991年（平成3年）9月1日[19] - 19店舗を有する株式会社ブイ・マート（愛知県小牧市）と合併し[19]株式会社エス・エス・ブイに社名変更[13]。
- 1992年（平成4年） - 運営する総合スーパー2店の食品を除く営業権を株式会社西友に移管[21]。
- 1997年（平成9年）8月7日 - 名証第2部に上場[1]。
- 1999年（平成11年）4月16日 - 株式会社スーパー丸善（群馬県渋川市）から3店舗を譲受[26]。
- 2000年（平成12年）2月16日 - ジャスコ株式会社（千葉県千葉市）から長野県内の食品スーパーマーケット6店舗を譲受[34]。
- 2003年（平成15年）
  - 6月 - 上場廃止。
  - 7月1日 - 株式会社西友の100%子会社となる[29]。
- 2008年（平成20年）7月1日 - 株式会社西友に吸収合併[9]。

## かつて展開されていた店舗
開業日について、「大規模小売店舗一覧」を用いている場合には、前身の店舗を含めた資料となるため、当社としての開業日とは異なる可能性がある。

### 長野県

#### 長野市
- ホームマート（長野市南石堂町1423[35]、1972年（昭和47年）4月1日開店[11]）

売場面積760m2
魚力長野駅前店2階に家庭用品売り場の一角に開店した。
- 長野駅前店[36]（長野市南石堂町1423[5]）

- ハウディ西武長野店[37] → 長野石堂店[38]（長野市南石堂町1423[37]、1984年（昭和59年）12月開店[39][38][40]）
敷地約1,300m2[41]、4階建て[41]、売場面積約1,400m2[41]
長野市の中央通り沿いにあった店舗だった[41]。改装後、2000年9月29日に西友長野石堂店として開店[42]。2018年11月30日より建て替えのため休業[広報 1]。2021年6月10日に建て替えられたグラディス南石堂1階に西友南石堂店として再オープンした[43]。

- 中御所店（長野市中御所1-62[36]、1959年（昭和34年）開店[36]）

売場面積168m2
- 安茂里店（長野市安茂里1444[36]、1960年（昭和35年）開店[36]）

売場面積110m2
- （初代）篠ノ井店（長野市篠ノ井御幣川1263-1[5]、1962年（昭和37年）5月開店[44] - 2002年（平成14年）2月期に閉店[33]）

新店舗を開設して移転したため閉店となった
- （2代目）篠ノ井店（長野市篠ノ井御幣川1219-1[38]、2001年（平成13年）7月開店[45]-）

- 古里店（長野市上駒沢[46]、1995年（平成7年）7月28日開店[47]）

売場面積約999m2の店舗で1,000m2規模の食品スーパーのモデル店として開設された。
- 日詰店（長野市稲葉日詰1930-1[48]、2002年（平成14年）11月15日開店[48]）

売場面積約1,609m2
- 長野北店[49]（長野市檀田2-19-10[49]、2003年（平成15年）11月29日開店[49][50]）

西友壇田店として開業した。
売場面積約12,014m2
- 若穂店（長野市若穂綿内6472-5[4]、2003年（平成15年）2月期に開店[7]-2008年（平成20年）11月[32]30日閉店）

旧綿内駅前 跡地は宅地
- 若槻店（長野市徳間1-27-2[38]、1987年（昭和62年）12月開店[38] - 2008年（平成20年）11月閉店[32]）

売場面積約900m2
- （初代）伊勢宮店（長野市大字安茂里宮裏1703-1[5]、1971年（昭和46年）5月1日[51] - ?）

売場面積約400m2
- （2代目）伊勢宮店（長野市伊勢宮2-27-10[52][49]）

ウエルマート伊勢宮店を2000年（平成12年）2月16日にジャスコから譲渡され、改装後の2000年（平成12年）3月1日に新装開店。
売場面積約1,246m2
- 東長野店（長野市高田南高田1843-1[53]、1978年（昭和53年）12月開店[44]）

- 高田店（長野市高田字中村沖309-6[52]）

ウエルマート高田店を2000年（平成12年）2月16日にジャスコから譲渡され、改装後の2000年（平成12年）3月1日に新装開店。
- 三本柳店（長野市三本柳東2-8[52]）

ウエルマート三本柳店を2000年（平成12年）2月16日にジャスコから譲渡され、改装後の2000年（平成12年）3月1日に新装開店。
売場面積約1,425m2
- 稲里店（長野市広田78[38]、1993年（平成5年）7月開店[54] - 2015年（平成27年）3月末閉店[55]）

売場面積約1,922m2
- 城山店（長野市箱清水2330[5][53][44]、1970年（昭和45年）8月開店[44]）

- 若里店（長野市若里丹波島1706-3[5]、1968年（昭和43年）3月30日魚力開店[56]）

売場面積851m2
- 松岡店（長野市大豆島 - 2006年（平成18年）8月31日閉店[58]）

売場面積約2,856m2
- 南長野店（長野市稲里町中央4-8-8[49]、1998年（平成10年）6月24日開店[49]）

売場面積約3,045m2
- 西尾張部店（長野市西尾張部1060-4[49]、1997年（平成9年）4月18日開店[59][49]）

売場面積約2,275m2
- 松代店（長野市松代町176[3][44]、1971年（昭和46年）11月開店[44] - 2003年（平成15年）2月期に閉店[7]）

- （初代）川中島店（長野市川中島町御厨石河原37[60]、1980年（昭和55年）11月11日開店[61]）

売場面積約5,227m2
国道18号沿いに出店していた食品スーパーで、売上の主力は食料品であったものの、中元・歳暮やクリスマス・父の日・母の日などの売上が同規模の店舗の約倍の売上が上がるなど総合スーパーの様な利用のされ方をしていた。
- （2代目）川中島店（長野市川中島町今井宇薬師堂1814-1[38]、1992年（平成4年）9月4日開店[64]）

売場面積約9,190m2
1992年（平成4年）9月1日に当社から西友に移管し、増床して売場面積約9,190m2をほぼ2倍に増床して総合スーパーへ業態転換した。
- 二枚橋店（長野市川中島町上永鉋532[44]、1968年（昭和43年）3月開店[44]）

- 柳町店（長野市三輪5-1-24[44]、1964年（昭和39年）3月開店[44]）

- 鶴賀店（長野市西鶴賀1538[5][66]、1972年（昭和47年）12月開店[66]）

#### 北信地区
- 中野店（中野市中野1848[67]、1970年（昭和45年）12月開店[68] - 2002年（平成14年）2月期に閉店[33]）

- 中野駅前店（中野市岩船字西条境420[38]、1993年（平成5年）10月8日開店[49]）

売場面積約2,323m2
- 埴生店（千曲市、2003年（平成15年）2月期に開店[7]-2009年（平成21年）3月閉店[32]）

- 上山田店（千曲市大字上山田字神戸880-1[49]、2000年（平成12年）3月1日開店[34]）

ウエルマート上山田店を2000年（平成12年）2月16日にジャスコから譲渡され、改装後の2000年（平成12年）3月1日に新装開店。
売場面積約1,837m2
- （初代）須坂店（須坂市須坂宗石1309[35]、1968年（昭和43年）3月30日開店[69]）

売場面積495m2
グリーンスタンプと三井物産のリースを活用して出店した。
- （2代目）須坂店（須坂市須坂金井原1539-1[70]、2002年（平成14年）12月7日開店[70]）

1995年7月28日に売場面積約1,831m2
- 旭ヶ丘店（須坂市旭ヶ丘3510-1[44]、1969年（昭和44年）9月開店[44]）

- 更埴店（更埴市大字杭瀬下字東沖45-13[3]、1972年（昭和47年）10月開店[14][71]-1996年（平成8年）閉店[71]）

当店の出店により、更埴市の買い物客の流れが大きく変わったとされている。
店舗の老朽化と駐車場不足や商業集積の移動などに対応するため約1km離れた場所に粟佐店を開設することに伴って閉店となった。
- 粟佐店（更埴市粟佐1201[73]、1996年（平成8年）7月19日開店[71]）

更埴店に代替店舗として同店から約1km離れた場所に開設。
- 坂城店（埴科郡坂城町横町6430[3][74]、1971年（昭和46年）4月開店[74] - 2008年（平成20年）11月閉店[32]）

売場面積約364m2
旧・魚力坂城店
- （初代）戸倉店（埴科郡戸倉町1770[35][3]、1966年（昭和41年）10月開店[35]）

売場面積528m2
- （2代目）戸倉店（埴科郡戸倉町大字戸倉字鎮守1953-1[38]、1996年（平成8年）11月開店[38]）

店舗面積2,033m2。
- 戸倉上山田店（埴科郡戸倉町大字戸倉字鎮守1956-1[76]、1980年（昭和55年）8月開店[74]）

#### 上田地区
- 泉万食料品店 → 泉万富士（上田市海野町4808[77]、1948年（昭和23年）11月10日開店[78]）

延べ床面積約1,782m2、売場面積約792m2
1963年（昭和38年）8月にセルフサービス方式を導入してスーパーマーケットに業態転換した。
- 上田店（上田市中央2-3-1[80][3]、1968年（昭和43年）7月4日泉万開店[81] - 1974年（昭和49年）泉万より継承、1990年代に閉店[要出典]）

海野町十字路の北西角にあった上田郵便局跡地に建設されたビルに移転する形で泉万として出店し、当社が継承した。
- 上田西武（上田市天神町1-5-6[3][83]、1974年（昭和49年）10月25日開店[84]）

1976年（昭和51年）9月15日に上田西武に業態転換、2000年（平成12年）9月にリヴィン上田店に業態転換したが、2009年（平成21年）3月31日閉店。
売場面積約8,795m2、駐車台数約210台。
- 秋和店（上田市上塩尻字山崎161-1[38]、1993年（平成5年）11月20日開店[87] - 2015年（平成27年）4月末閉店[55] ）

売場面積約2,988m2
国道18号に面して出店
- 上田東店（上田市常田3-4-57[49]、1999年（平成11年）4月17日開店[49]）

売場面積約2,316m2
- 三好町店（上田市御所字石田607-1[49]、1983年（昭和58年）11月23日開店[49] - 2015年（平成27年）3月末閉店）

売場面積約2,010m2
- 花園店（上田市中央西2-3-7[89]、1971年（昭和46年）2月開店[44]、泉万より継承、1990年代に閉店）[要出典]

- 塩田店（上田市本郷635[89]、1975年（昭和50年）4月開店[44]、泉万より継承、1990年代に閉店[要出典]）

- 丸子店（上田市[32]丸子町上丸子989[90][3]、1968年（昭和43年）7月28日泉万開店[91] - 2008年（平成20年）11月閉店[32]）

延べ床面積約1,155m2、売場面積約891m2
- （初代）真田店（旧小県郡真田町大字本原字赤田614-1[38]）

- （2代目）真田店（上田市真田町（旧小県郡真田町）本原614-1[49]、2000年（平成12年）3月1日開店[34]）

ウエルマート真田店を2000年（平成12年）2月16日にジャスコから譲渡され、改装後の2000年（平成12年）3月1日に新装開店。
売場面積約1,104m2
- 東部店（東御市鞍掛[32]（旧・小県郡東部町鞍掛[92]）、1991年（平成3年）10月10日開店[92] - 2009年（平成21年）3月閉店[32]）

売場面積約1,800m2
東部中央公園ショッピングセンターに出店していた。
- 田中店（小県郡東部町県142-1[3][74]、1972年（昭和47年）5月開店[74] - 1990年代に閉店）[要出典]

#### 佐久地区
- 小諸店（小諸市相生町617[93]、1973年（昭和48年）12月13日開店[93] - ?）

敷地面積約1,998m2、鉄筋コンクリート造地下1階地上6階建て塔屋1階、延べ床面積約11,474m2、店舗面積約6,140m2（直営店舗面積約3,732m2）、駐車台数約22台。
昭和堂（約2,408m2）と共に「小諸ファッションデパート」の核店舗として出店していた。
- 小諸小原店（小諸市大字甲字東原田1648-7[49]、1999年（平成11年）3月18日開店[94]）

1999年（平成11年）3月18日にホームセンターのコメリと共同出店した。
- （初代）望月店（北佐久郡望月町桐下109-3[74]（現・佐久市）、1971年（昭和46年）10月開店[74] - ）

- （2代目）望月店（北佐久郡望月町協和字下田119-1[38]（現・佐久市））

ウエルマート望月店を2000年（平成12年）2月16日にジャスコから譲渡され、改装後の2000年（平成12年）3月1日に新装開店。
- 御代田店（北佐久郡御代田町大字御代田字上小田井2763-1[49]、2003年（平成15年）10月21日開店[95]）

売場面積約1,564m2
- 中込店（佐久市中込2017-1[90][96]、1969年（昭和44年）11月15日開店[96] - 2003年（平成15年）2月期に閉店[7]）

敷地面積約4,027m2、鉄骨造地上2階建て塔屋1階、延べ床面積約6,507m2、店舗面積約5,365m2（当社店舗面積約757m2）、駐車台数約350台。
高橋商事（約1,066m2）と共に「中央名店」の核店舗として出店していた。
- リッチランド店（佐久市取出町183[97]、1972年（昭和47年）10月5日開店[97] - ?）

敷地面積約26,038m2、鉄骨造地上2階建て塔屋1階、延べ床面積約12,274m2、店舗面積約7,826m2（当社店舗面積約1,011m2）、駐車台数約800台。
アスク（約1,235m2）・はなおか（約1,024m2）・ホームセンターイケウチ（約1,042m2）と共にバスターミナル併設の「ショップシティ リッチランド」の核店舗として出店していた。
- 岩村田店（佐久市大字岩村田793[3][74]、1969年（昭和44年）10月開店[74] - ?閉店）

- 新岩村田店（佐久市大字岩村田字中宿867-1[74]、1982年（昭和57年）6月開店[74] - 1998年（平成10年）9月閉店）

800m南に岩村田相生店を開店
- 佐久相生町店（佐久市岩村田字観音堂2119-1[4][49]、1998年（平成10年）9月11日開店[49]）

売場面積約2,319m2
- 野沢店（佐久市野沢字1-315-1[49]、1999年（平成11年）11月12日開店[49]）

寺島薬局がテナントとして出店した。
売場面積約3,567m2
- 安原店（佐久市[54]）

売場面積約2,966m2

#### 松本地区
- アサヒ店（松本市宮田19-16[44]（旧・出川町野溝3079-3[5]）、1969年（昭和44年）7月開店[44]）
- 南松本店（松本市双葉3-6[44]（旧・出川町字平田里358-61[5]）、1977年（昭和52年）11月開店[44]）
- 芳川店（松本市芳川村井町一里山802[5]、1977年（昭和52年）7月開店[44]）
- 渚店（松本市渚1-1-9[5][67]、1969年（昭和44年）4月開店[44]）

- 島内店（松本市大字島内4163-1[52][49]、1991年（平成3年）11月28日開店[49]）

売場面積約1,502m2
- 寿店（松本市芳川平田川向1201[100]、1994年（平成6年）7月22日開店[100]-2014年（平成26年）3月31日閉店）
500坪型モデル店として開設された売場面積約1,588m2の食品スーパー[100]。
閉店後建物は解体され、住宅分譲地になっている。[要出典]

- （初代）寿店（松本市寿台794-4[53]）

- （2代目）寿店（松本市、1994年（平成6年）7月開店[54]）

店舗面積1,614m2
- （初代）元町店（松本市元町1-2-1[5][53]、1978年（昭和53年）4月開店[44]）

- （2代目）元町店（松本市元町1-2-1[52]、1996年（平成8年）4月開店[52] - 2015年（平成27年）3月15日閉店[101]）

店舗面積1,566m2。
店舗の建て替えに伴って閉店し、2016年（平成28年）春に新装開業を予定している。
- 笹部店（松本市笹部1-606-1[49]、1996年（平成8年）7月25日開店[71][49]）

売場面積約2,311m2
- 並柳店（松本市[54]、1996年（平成8年）10月開店[54]）

売場面積約2,943m2
- 明科店（東筑摩郡明科町3746[5][74]、1968年（昭和43年）5月開店[74]）

#### 安曇野地区
- （初代）松川店（北安曇郡松川村）
向かい側に新店舗を開設して増床移転したため閉店となった[102]。

- （2代目）松川店（北安曇郡松川村字東川原5723-11[52][49]、1995年（平成7年）3月24日開店[102]）
初代店舗の向かい側に移転増床する形で開設された売場面積約2,455m2の店舗[102]。

- （初代）豊科店（旧南安曇郡豊科町豊科4686-1[5][103]、1970年（昭和45年）8月開店[74]）
豊科駅の南側にあった旧・魚力の店舗だった[104]。

- （2代目）豊科店（旧南安曇郡豊科町大字南穂高776[52]（現・安曇野市）、1995年（平成7年）6月29日開店[105]）
ショッピングタウンとよしな 敷地面積約41,000m2[106]、延べ床面積約14,000m2[106]、店舗面積10,047m2[107]。
近隣型ショッピングセンター（NSC）「ショッピングタウンとよしな」にホームセンターのカインズなどと共に出店[105]。

- 穂高店[6]（南安曇郡穂高町穂高5626-1[4]（現・安曇野市）[49]、1981年（昭和56年）11月27日開店[49]）

売場面積約1,344m2
- 穂高西店（南安曇郡穂高町大字柏原2872-34[52]、1999年（平成11年）7月開店[52] - 2006年（平成18年）7月31日閉店[108]）

店舗面積2,208m2。
- （初代）大町店（大町市大字大町神明原3142-1[109]、1968年（昭和43年）9月開店[109]）

売場面積700m2
- （2代目）大町店（大町市大町4622-1[52]、1992年（平成4年）7月開店[52]）

店舗面積1,601m2。

#### 諏訪・塩尻地区
- 諏訪店（諏訪市諏訪2-2-9[5]、1970年（昭和45年）8月7日開店[110]）
諏訪城南店を開設して増床移転したため閉店となった[47]。

- 諏訪城南店（諏訪市上川2-2061[47]、1995年（平成7年）7月28日開店[47][47]）
諏訪店を移転・増床する形で開設された[47]。

売場面積約2,112m2
- 諏訪湖南店（諏訪市湖南南真志野3585-1[49]、2000年（平成12年）12月14日開店[49]）

売場面積約1,656m2
- 上諏訪店（諏訪市上諏訪、1971年（昭和46年）8月開店[111]）

- 岡谷店（岡谷市中央1-10[112]、1964年（昭和39年）開店[112]）

売場面積420m2
- 岡谷北店[113]（岡谷市赤羽3-7658-1[49]、1997年（平成9年）3月28日開店[49]）

- 岡谷南店（岡谷市天竜町1-1-25[52]、1994年（平成6年）11月開店[52]）

店舗面積1,314m2。
- 茅野店（茅野市塚原1-1-17[5]、1971年（昭和46年）10月開店[44]）

- 茅野本町店（茅野市本町東10-47[114]ショッピングセンターイオ内[115]、1986年（昭和61年）12月12日開店[114] - 2015年（平成27年）3月末閉店[55]）

敷地面積約9,250m2、鉄骨造地上1階建て、延べ床面積約4,902m2、店舗面積約2,991m2（当社店舗面積約1,126m2）、駐車台数約240台。
- 茅野横内店（茅野市ちの字本田2622-1[49]、1997年（平成9年）11月7日開店[116]）

売場面積約2,493m2
- （初代）下諏訪店（諏訪郡下諏訪町中央通242-1[52]、1973年（昭和48年）4月開店[52] - 2007年（平成19年）閉店[117]）

店舗面積738m2。
開店から34年営業したが手狭になっていたため、200mほど離れた土地に（2代目）下諏訪店を新築して移転する形で閉店となった。
- （2代目）下諏訪店（諏訪郡下諏訪町、2007年（平成19年）7月18日開店[117]）

JR下諏訪駅からも近い住宅密集地の諏訪大社春宮前に出店した。
- 富士見店（諏訪郡富士見町落合10061-1[4]、1992年（平成4年）10月1日開店[64]）

2003年（平成15年）2月期に改装
売場面積約2,680m2
- 塩尻店（塩尻市並木町2-1[52]、1978年（昭和53年）12月開店[52]）

店舗面積2,278m2。
- 塩尻西店（塩尻市宗賀桔梗ヶ原73-12[118]、1996年（平成8年）11月開店[52]）

店舗面積2,500m2。
- 塩尻野村店（塩尻市広丘野村[6]、1998年（平成10年）5月15日開店[49]）

売場面積約2,204m2

#### 伊那地区
- 伊那竜東店（伊那市伊那部上新田2709[49]、1997年（平成9年）10月9日開店[119]）

売場面積約2,200m2
- 飯田店（飯田市中央通り3-6-1[120][5]、1974年（昭和49年）4月26日開店[120]-1995年（平成7年）6月15日閉店[121]）

売場面積約7,359m2
江戸時代の儒学者太宰春台の生地にあった料亭「太宰楼」の跡地に店舗を建設して出店した。
1991年（平成3年）に西友に移管された。
- 飯田鼎店（飯田市鼎下山550[49]、1998年（平成10年）11月6日開店[124]）

売場面積約2,556m2
大龍社跡地に出店していた。
- 伊賀良店（飯田市育良町1-9-1[49]、2000年（平成12年）11月23日開店[49]）

売場面積約1,754m2
- 箕輪店（伊那郡箕輪町大字中箕輪8004[49]、1999年（平成11年）7月30日開店[49]）
- （初代）駒ヶ根店（駒ヶ根市赤穂2312[5]、1974年（昭和49年）6月開店[125] - 1984年（昭和59年）閉店[125]）

松電ストア（現・デリシア）との共同出店で、5階まで売り場のある店舗だった。当社撤退後は3階までに売り場を縮小し、松電ストアが営業を引き継いだが、2005年（平成17年）6月末で閉店した。
- （2代目）駒ケ根店（駒ヶ根市赤穂14637-1[49]、1998年（平成10年）4月24日開店[49]）

売場面積約3,593m2

### 群馬県
スーパー丸善から継承して出店した。
- 入沢店（渋川市入沢417[127][128]、）

平屋建て。売場面積1,380m2
1988年（昭和63年）12月に自転車置き場の一角を利用して遊戯施設「ちびっこランド」を開設した。
- 足門店（群馬町大字足門836[130]）

売場面積498m2
- 太田店（太田市[126]、-2002年（平成14年）2月期に閉店[33]）

下浜田ショッピングプラザに出店。

### 愛知県
- 元町店（小牧市弥生町140[52]、1973年（昭和48年）12月開店[52]）

店舗面積1,081m2。
- 藤島店（小牧市藤島町梵天36[52]、1975年（昭和50年）10月開店[52]）

店舗面積847m2。
- （初代）味岡店（小牧市、1997年（平成9年）9月末閉店[132]）
- （2代目）味岡店（小牧市小松寺字下仲田319[52]、1998年（平成10年）2月開店[52]）

店舗面積2,072m2。
- 岩崎店（小牧市久保一色[46]）

- ピアタウン店（一宮市今伊勢町本神戸字立切1-3[52]、1985年（昭和60年）12月開店[52]）

店舗面積2,206m2。
- 松河戸店（春日井市松河戸[133]、1997年（平成9年）7月4日開店[133]）

- 瀬戸店（瀬戸市西寺山町18[52]、1998年（平成10年）10月7日開店[134]）

店舗面積2,100m2。
住宅街立地の店舗
- 大口店（丹羽郡大口町大字余野字少々腰70[135]、1994年（平成6年）12月15日開店[135]）

ブイ・マートとの合併後初となる愛知県内への出店。延べ床面積約2,126m2、売場面積約1,876m2で190台の駐車場を併設していた。
- 江南店（江南市村久野鳥附44-3[136]、1995年（平成7年）11月23日開店[136]）
売場面積約2,150m2[136]

### 岐阜県
- 改田店（岐阜市西改田字若宮62-1[52]、2000年（平成12年）11月9日開店[137]）
- 八百津店（加茂郡八百津町八百津4250-1[52]、1995年（平成7年）12月開店[52]）

店舗面積996m2。
- 多治見店（多治見市上山町1-175[52]）

- 滝呂店（多治見市滝呂12丁目130-7[138]、1995年（平成7年）12月14日開店[138]）
団地内に住宅都市整備公団（当時・住宅都市整備公団）と共同で建設した複合施設へ出店した売場面積約997m2の店舗で岐阜県第2号店[138]

- 桜ヶ丘店（可児市桜ヶ丘6-74-3[52]、1997年（平成9年）2月1日開店[139]）

店舗面積1,980m2。
- 桜ケ丘団地内へ出店[139]

## 実現しなかった店舗
- 岐阜県恵那市[140]

## 過去に存在した事業所
- （2代目）北信集配送センター（長野市川中島町御厨1[141]）
- 南信集配送センター（松本市芳川野溝字五輪414-1[141][142]）

#### 広報資料・プレスリリースなど一次資料
1. ↑  “西友長野石堂店 店舗詳細 西友”.   西友. 2018年12月27日時点のオリジナルよりアーカイブ。2018年12月27日閲覧。